# Duplachionaspis brevipora
Duplachionaspis brevipora är en insektsart som beskrevs av Abraham Munting 1969. Duplachionaspis brevipora ingår i släktet Duplachionaspis och familjen pansarsköldlöss. Inga underarter finns listade i Catalogue of Life.